# Reforma en telecomunicaciones de México de 2013
La reforma de telecomunicaciones de 2013, también llamada coloquialmente reforma de telecomunicaciones de Peña Nieto, es una reforma constitucional presentada por el Presidente de la República, Enrique Peña Nieto, dentro del marco de los acuerdos y compromisos establecidos en el Pacto por México. El 22 de mayo de 2013, la Comisión Permanente del Congreso de la Unión la declaró constitucional. Fue promulgada por el Presidente Enrique Peña Nieto el 10 de junio de 2013 y publicada al día siguiente en el Diario Oficial de la Federación.
Posteriormente, el 11 de junio de 2013, el presidente de la República presentó ante la Cámara de Senadores, la iniciativa de leyes secundarias a dicha reforma.

## Antecedentes
El 1 de diciembre de 2012,al dirigir su primer mensaje a la Nación como Presidente de la República, Enrique Peña Nieto anunció las primeras doce decisiones presidenciales, dentro de las cuales se encontraba el envío de un conjunto de reformas para generar mayor competencia económica, principalmente en telecomunicaciones; además se pronunció por la licitación de dos cadenas nuevas de televisión abierta y una iniciativa para reconocer el derecho de acceso a la banda ancha.
El 2 de diciembre de 2012, el Presidente de la República, Enrique Peña Nieto; Gustavo Madero Muñoz, Presidente del Partido Acción Nacional; Cristina Díaz Salazar, Presidente Interina del Partido Revolucionario Institucional; y Jesús Zambrano Grijalva, Presidente del Partido de la Revolución Democrática, firmaron el Pacto por México.

El 11 de junio de 2013, salieron publicadas en el Diario Oficial de la Federación, las reformas constitucionales en materia de telecomunicaciones, realizadas a los artículos 6, 7, 27, 28, 73, 78, 94 y 105, agregándose dieciocho artículos transitorios.
El 10 de septiembre de 2013, se integró el Instituto Federal de Telecomunicaciones, el cual su Estatuto Orgánico salió publicado en el Diario Oficial de la Federación el 23 de septiembre de 2013, creándose de esa forma, el órgano regulador de las telecomunicaciones y la radiodifusión, así como en materia de competencia económica en dichos sectores.
En noviembre de 2013, se presentó la Estrategia Digital Nacional, en el que se establecen la guía para las acciones y políticas necesarias para acercar las tecnologías de la Información y la Comunicación, a la población; teniendo como objetivo, incorporar esas tecnologías a la vida cotidiana de las personas, de las empresas y del propio gobierno.[cita requerida]
El 6 de marzo de 2014, el Pleno del Instituto Federal de Telecomunicaciones determinó los Agentes Económicos Preponderantes en los sectores de radiodifusión y de telecomunicaciones, imponiendo una serie de medidas para evitar que se afectara la competencia y la libre concurrencia.

En el rubro de telecomunicaciones, a través del Acuerdo P/IFT/EXT/060314/76 emitió la resolución mediante el cual determinó al grupo de interés económico del que forman parte Telmex, Telnor, Telcel, América Móvil, Grupo Carso y Grupo Inbursa, como Agentes Económicos Preponderantes.
De igual forma, en el sector de radiodifusión, determinó como grupo de interés económico, al Grupo Televisa S.A.B. y diversas empresas relacionadas, como Agentes Económicos Preponderantes.
Sin embargo a consideración de algunos políticos, entre ellos el senador Javier Corral Jurado considera que las medidas impuestas, son las correctas para el sector de telecomunicaciones, pero no para el sector de radiodifusión, los cuales, las medidas impuestas a estas, son "irrelevantes", incurriendo en contradicciones a lo establecido en la reforma constitucional. 

## Contenido
Se reformaron diversos preceptos de la Constitución Política de los Estados Unidos Mexicanos. El artículo 6 para regular el derecho a la información y la protección de datos personales; el artículo 7 para establecer la inviolabilidad de la difusión de opiniones, información e ideas a través de cualquier medio; los artículos 27 y 28 para conferir al Instituto Federal de Telecomunicaciones la facultad de otorgar y revocar concesiones en materia de radiodifusión y telecomunicaciones y que sus decisiones solo puedan ser impugnadas mediante juicio de amparo indirecto; el artículo 73 para dotar al Congreso de facultades expresas para dictar leyes en materia de tecnologías de la información y la comunicación, radiodifusión y telecomunicaciones, incluida la banda ancha e Internet; el artículo 78 para suprimir la facultad de la Comisión Permanente de ratificar los nombramientos de los integrantes de los órganos reguladores en materia de telecomunicaciones y competencia económica; y el artículo 94 para que el Consejo de la Judicatura Federal determine el número, división de circuitos, competencia territorial y especialización en materia a los juzgados y tribunales especializados en radiodifusión, telecomunicaciones y competencia económica.
Se adicionó al artículo 6 para garantizar la inclusión de la población a la sociedad de la información y del conocimiento y su acceso a las tecnologías de la información y los servicios de radiodifusión y telecomunicaciones, incluida la banda ancha e Internet, siendo éstos prestados en condiciones de competencia, calidad, pluralidad, cobertura universal, interconexión, convergencia, acceso libre y continuidad, para determinar que los ataques a la vida privada son una limitación a la libertad de difusión (anteriormente ubicada en el artículo 7), para establecer un organismo público que proveerá el servicio de radiodifusión sin fines de lucro; y el artículo 28 para crear la Comisión Federal de Competencia Económica y el Instituto Federal de Telecomunicaciones y para permitir a este último las acciones necesarias para evitar prácticas desleales o monopólicas y establecer medidas correctivas.
En los artículos transitorios se establece que el Congreso de la Unión realizará las adecuaciones correspondientes al marco jurídico y el ordenamiento legal sobre el uso, aprovechamiento y explotación del espectro radioeléctrico y las redes de telecomunicaciones; que se permite la inversión extranjera directa hasta el cien por ciento en telecomunicaciones y comunicaciones vía satélite y hasta el cuarenta y nueve por ciento en radiodifusión; que el Presidente de la República tiene a cargo la política de inclusión digital; y otras disposiciones más.

### Agenda digital
El artículo décimo cuarto transitorio establece que el Ejecutivo Federal tiene a su cargo la política de inclusión digital, teniendo a su cargo los temas de infraestructura y conectividad, tecnologías de la información y la comunicación, habilidades digitales, programas de gobierno digital, gobierno y datos abiertos; el fomento a la inversión en telesalud, telemedicina y en expendiente clínico electrónico; y el desarrollo de aplicaciones, sistemas y contenidos digitales. Así, el estado debe garantizar la integración de la población a la sociedad de la información y del conocimiento.
Fue así como en noviembre de 2013, se presentó la Estrategia Digital Nacional, en el que se establecen la guía para las acciones y políticas necesarias para acercar las tecnologías de la Información y la Comunicación, a la población; teniendo como objetivo, incorporar esas tecnologías a la vida cotidiana de las personas, de las empresas y del propio gobierno.

El programa establece tres tipos de impactos multidimensionales en la digitalización: Económico, Social y Político. Establece como misión, facilitar el acceso y promover la utilización de las tecnologías de la información y comunicación en la vida cotidiana de la sociedad y del gobierno para que éstas contribuyan al desarrollo económico y social del país, y a mejorar la calidad de vida de las personas; la visión es la de un México digital con una sociedad conectada, participativa e innovadora que potencializa su capacidades para tener mejores oportunidades; y un gobierno abierto, cercano, moderno y transparente, que garantice que la tecnología es motor del desarrollo del país.
Los objetivos de la Estrategia Digital Nacional son cinco: 1. Transformación Gubernamental. 2. Economía Digital. 3. Educación de calidad. 4. Salud Universal y Efectiva y 5. Seguridad Ciudadana. 

Los habilitadores son también cinco: 1. Conectividad. 2. Inclusión y Habilidades Digitales. 3. Interoperabilidad. 4. Marco Jurídico y 5. Datos Abiertos.

### Derechos
Se refuerza el libre acceso a la información mediante la adición de párrafos que especifican el derecho a recibir y difundir información e ideas por cualquier medio de expresión; y se da rango constitucional al derecho de acceso a las tecnologías de la información y la comunicación, a los servicios de radiodifusión.
Adicionalmente, la reforma modifica la libertad de escribir y publicar escritos por la libertad de difundir opiniones, información e ideas a través de cualquier medio. También fortalece el contenido que prohíbe cualquier restricción de estos derechos, salvo los estipulados en la misma Constitución.

### Red troncal de telecomunicaciones
El artículo décimo sexto transitorio establece que el Ejecutivo Federal deberá instalar una red compartida de servicios de telecomunicaciones al mayoreo que impulse el acceso de la población a la banda ancha y a otros servicios de telecomunicaciones. La instalación de esta red iniciará antes de que concluya el 2014 y deberá estar operando antes de que finalice el 2018. Se aprovecharán, al menos, 90 megahertz del espectro liberado por la transición a la televisión digital terrestre en la banda de 700 megahertz y la red troncal de fibra óptica de la Comisión Federal de Electricidad

### Fomento a la competencia
En los artículos transitorios de la reforma se le encomienda al Instituto Federal de Telecomunicaciones la licitación de dos nueva cadenas de televisión abierta con cobertura nacional. De igual modo, los concesionarios de televisión restringida deberán incluir en su programación, sin costo alguno para los usuarios, la señal radiodifundida en forma íntegra, simultánea y sin modificaciones; a su vez los concesionarios de televisión radiodifundida deberán permitir a los concesionarios de televisión restringida la retransmisión de su señal de manera gratuita, no discriminatoria, y en la misma forma que la radiodifunden; esto se conoce como must carry, must offer.
También se establece que las medidas de fomento a la competencia en televisión, radio, telefonía y servicios de datos, deberán aplicarse en todos los segmentos de forma que se garantice en su conjunto la competencia efectiva en la radiodifusión y telecomunicaciones bajo un solo ordenamiento legal que regule de manera convergente, el uso, aprovechamiento y explotación del espectro radioeléctrico y las redes de telecomunicaciones

### Comisión Federal de Competencia Económica
La reforma crea, por adición al artículo 28 constitucional, la Comisión Federal de Competencia Económica que viene a sustituir a la Comisión Federal de Competencia. Esta nueva comisión tiene el carácter de órgano constitucional autónomo, con personalidad jurídica y patrimonio propios, independiente en sus decisiones y funcionamiento, profesionales en su desempeño e imparciales en sus actuaciones, y tiene por objeto garantizar la libre competencia y concurrencia, así como prevenir, investigar y castigar los monopolios, las prácticas monopólicas, las concentraciones y las restricciones al funcionamiento eficiente del mercado.

#### Integración
La Comisión Federal de Competencia Económica se integra por siete comisionados, incluyendo un comisionado presidente. Los comisionados deberán haberse destacado en actividades profesionales relacionados con la competencia económica. El proceso de nombramiento inicia con la emisión de una convocatoria pública para cubrir la vacante de comisionado por parte de un Comité de Evaluación, el cual estará integrado por los titulares del Banco de México, del Instituto Nacional de Estadística y Geografía y del Instituto Nacional para la Evaluación de la Educación. Este comité verificará el cumplimiento de los requisitos establecidos en la Constitución y posteriormente aplicará un examen de conocimientos. Una vez realizado el proceso anterior, el Comité de Evaluación enviará al Ejecutivo Federal la lista de aspirantes con calificaciones más altas, de entre los cuales, el presidente elegirá al candidato que enviará al Senado de la República para su ratificación mediante el voto aprobatorio de, por lo menos, las dos terceras partes de los miembros Senado presentes en la sesión. Los comisionados durarán en su encargo nueve años.

#### Facultades
Entre las facultades que tendrá la Comisión Federal de Competencia Económica se encuentran:
- Ordenar medidas para eliminar las barreras a la competencia y la libre concurrencia
- Regular el acceso a insumos esenciales
- Ordenar la desincorporación de activos, derechos, partes sociales o acciones de los agentes económicos, en las proporciones necesarias para eliminar efectos anticompetitivos

### Instituto Federal de Telecomunicaciones
La reforma crea, por adición al artículo 28 constitucional, el Instituto Federal de Telecomunicaciones que viene a sustituir a la Comisión Federal de Telecomunicaciones. Esta nueva comisión tiene el carácter de órgano constitucional autónomo, con personalidad jurídica y patrimonio propios, independiente en sus decisiones y funcionamiento, profesionales en su desempeño e imparciales en sus actuaciones, y tiene por objeto el desarrollo eficiente de la radiodifusión y las telecomunicaciones, teniendo a su cargo la regulación, promoción y supervisión del uso, aprovechamiento y explotación del espectro radioeléctrico, las redes y la prestación de los servicios de radiodifusión y telecomunicaciones, así como del acceso a infraestructura activa, pasiva y otros insumos esenciales. También será la autoridad en materia de competencia económica de los sectores de radiodifusión y telecomunicaciones, por lo que en estos sectores, el instituto ejercerá en forma exclusiva las facultades que la ley establezca para la Comisión Federal de Competencia Económica.

#### Integración
El Instituto Federal de Telecomunicaciones se integra por siete comisionados, incluyendo un comisionado presidente. Los comisionados deberán haberse destacado en actividades profesionales relacionados con las telecomunicaciones. El proceso de nombramiento inicia con la emisión de una convocatoria pública para cubrir la vacante de comisionado por parte de un Comité de Evaluación, el cual estará integrado por los titulares del Banco de México, del Instituto Nacional de Estadística y Geografía y del Instituto Nacional para la Evaluación de la Educación. Este comité verificará el cumplimiento de los requisitos establecidos en la Constitución y posteriormente aplicará un examen de conocimientos. Una vez realizado el proceso anterior, el Comité de Evaluación enviará al Ejecutivo Federal la lista de aspirantes con calificaciones más altas, de entre los cuales, el presidente elegirá al candidato que enviará al Senado de la República para su ratificación mediante el voto aprobatorio de, por lo menos, las dos terceras partes de los miembros Senado presentes en la sesión. Los comisionados durarán en su encargo nueve años.

#### Facultades
Entre las facultades que tendrá el Instituto Federal de Telecomunicaciones se encuentran:
- Regular de forma asimétrica a los participantes en los mercados de radiodifusión y telecomunicaciones con el objeto de eliminar eficazmente las barreras a la competencia y la libre concurrencia
- Imponer límites a la concentración nacional y regional de frecuencias, al concesionamiento y a la propiedad cruzada que controle varios medios de comunicación que sean concesionarios de radiodifusión y telecomunicaciones que sirvan a un mismo mercado o zona de cobertura geográfica, y ordenará la desincorporación de activos, derechos o partes necesarias para asegurar el cumplimiento de estos límites
- Otorgar, revocar y/o autorizar cesiones o cambios de control accionario, titularidad u operación de sociedades relacionadas con concesiones en materia de radiodifusión y telecomunicaciones
- Fijar el monto de las contraprestaciones por el otorgamiento de las concesiones, así como por la autorización de servicios vinculados a éstas, previa opinión de la autoridad hacendaria
- Llevar un registro público de concesiones de radiodifusión y telecomunicaciones

### Requisitos Comisionados
El Presidente de cada uno de los órganos será nombrado por la Cámara de Senadores de entre los comisionados, por el voto de las dos terceras partes de los miembros presentes, por un periodo de cuatro años, renovable por una sola ocasión. Cuando la designación recaiga en un comisionado que concluya su encargo antes de dicho periodo, desempeñará la presidencia solo por el tiempo que falte para concluir su encargo como comisionado.
Los comisionados deberán cumplir los siguientes requisitos:
I. Ser ciudadano mexicano por nacimiento y estar en pleno goce de sus derechos civiles y políticos;
II. Ser mayor de treinta y cinco años;
III. Gozar de buena reputación y no haber sido condenado por delito doloso que amerite pena de prisión por más de un año;
IV. Poseer título profesional;
V. Haberse desempeñado, cuando menos tres años, en forma destacada en actividades profesionales, de servicio público o académicas sustancialmente relacionadas con materias afines a las de competencia económica, radiodifusión o telecomunicaciones, según corresponda;
VI. Acreditar, en los términos de este precepto, los conocimientos técnicos necesarios para el ejercicio del cargo;
VII. No haber sido secretario de Estado, procurador general de la República, senador, diputado federal o local, gobernador de algún Estado o jefe de Gobierno del Distrito Federal, durante el año previo a su nombramiento, y
VIII. En la Comisión Federal de Competencia Económica, no haber ocupado, en los últimos tres años, ningún empleo, cargo o función directiva en las empresas que hayan estado sujetas a alguno de los procedimientos sancionatorios que sustancia el citado órgano. En el Instituto Federal de Telecomunicaciones no haber ocupado, en los últimos tres años, ningún empleo, cargo o función directiva en las empresas de los concesionarios comerciales o privados o de las entidades a ellos relacionadas, sujetas a la regulación del Instituto.

### Tribunales especializados
Se crean tribunales colegiados y unitarios de circuito y juzgados de distrito especializados en radiodifusión, telecomunicaciones y competencia económica, esto permitirá que los juzgadores de estas materias puedan especializarse para conocer aspectos técnicos de la regulación estas materias, especializando así su control jurisdiccional.
Son 2 Tribunales Colegiados de Circuito y 2 Juzgados de Distrito que tienen competencia y jurisdicción en toda la República.

### Legislación secundaria
El Congreso de la Unión deberá realizar las adecuaciones necesarias al marco jurídico para:
- Establecer tipos penales especiales que castiguen severamente prácticas monopólicas y fenómenos de concentración
- Establecer los mecanismos para homologar el régimen de permisos y concesiones de radiodifusión
- Regular el derecho de réplica
- Establecer la prohibición de difundir publicidad engañosa o subrepticia
- Establecer los mecanismos que aseguren la promoción de la producción nacional independiente
- Establecer prohibiciones específicas en materia de subsidios cruzados o trato preferencial
- Crear un Consejo Consultivo del Instituto Federal de Telecomunicaciones

## Proceso legislativo de reforma constitucional

### Iniciativa presidencial
El 11 de marzo de 2013, el Presidente Enrique Peña Nieto envió al Congreso de la Unión la iniciativa en materia de competencia económica y telecomunicaciones, haciendo uso de las facultades que le confiere el artículo 71 constitucional y con fundamento en el artículo 27 de la Ley Orgánica de la Administración Pública Federal. A dicha iniciativa se anexa un documento signado por los presidentes de los tres principales partidos políticos nacionales: Gustavo Madero Muñoz del Partido Acción Nacional, Jesús Zambrano de la Revolución Democrática y César Camacho Quiroz del Revolucionario Institucional, esto dentro del marco de acuerdos del Pacto por México; así como una hoja de firma signada por los diputados coordinadores Luis Alberto Villarreal García, Silvano Aureoles Conejo, Manlio Fabio Beltrones Rivera y Arturo Escobar y Vega, de los grupos parlamentarios del Partido Acción Nacional, de la Revolución Democrática, Revolucionario Institucional y Verde Ecologista de México, respectivamente. De igual modo se adjunta el dictamen de impacto presupuestario de dicha iniciativa realizado por la Secretaría de Hacienda y Crédito Público.

### Cámara de Diputados
La iniciativa llega a la Cámara de Diputados el 11 de marzo de 2013 a través de la Subsecretaría de Enlace Legislativo de la Secretaría de Gobernación mediante oficio del Subsecretario Felipe Solís Acero a la Mesa Directa de la Cámara. Al día siguiente, 12 de marzo se envía para su estudio y análisis a la Comisión de Puntos Constitucionales.
El 14 de marzo, la Comisión de Puntos Constitucionales aprobó en lo general y en lo particular el dictamen recibido. Una semana después, el pleno de la Cámara de Diputados inició la discusión del dictamen de reforma y agregó una veintena de cambios, aprobando el dictamen en lo general con 414 votos a favor, 50 en contra y 8 abstenciones. Durante la discusión en lo particular se rechazaron las reservadas presentadas por algunos diputados y posteriormente se envió al Senado de la República para sus efectos constitucionales.
Dentro de las modificaciones que se le hicieron a la iniciativa presidencial se encuentran: que Secretario de Comunicaciones y Transportes emita una opinión no vinculante al Instituto Federal de Telecomunicaciones para el otorgamiento y retiro de concesiones.
la ampliación del tiempo para la licitación de las nuevas cadenas de televisión, la autorización para inversión extranjera en radiodifusión hasta por cuarenta y nueve por ciento, así la promoción de contenidos a favor de la igualdad entre mujeres y hombres, y la obligación de dar espacio a los productores independientes.

### Senado de la República
El Senado de la República recibió el 2 de abril la minuta de la Cámara de Diputados y la turnó a las comisiones unidas de Puntos Constitucionales, Comunicaciones y Transporte, Radio, Televisión y Cinematografía y de Estudios Legislativos, con opinión de las de Gobernación y de Justicia.
El 9 de abril se llegó al acuerdo sobre la ruta crítica para el análisis y discusión de la minuta de reforma, en el que se incluyen foros con especialistas, académicos, técnicos e involucrados en los temas de la reforma. Así, durante los días 10, 11 y 12 de abril, el Senado de la República recibió a representantes diversas instituciones, entre ellas las siguientes:
- Centro de Investigación y Docencia Económicas
- Instituto de Investigaciones Jurídicas de la UNAM
- Observatel
- Red de Radiodifusoras y Televisoras Educativas y Culturales
- Asociación Mexicana de Derecho a la Información
- Instituto de Derecho de las Telecomunicaciones
- Movimiento YoSoy132
- Cámara Nacional de la Industria de Radio y Televisión
- Cámara Nacional de las Telecomunicaciones por Cable
- Cámara Nacional de Industria Electrónica, de Telecomunicaciones y Tecnologías de la Información
- Asociación Nacional de Telecomunicaciones
- Organización para la Cooperación y el Desarrollo Económico
- Competitive Intelligence Unit
- Comisión Federal de Telecomunicaciones
- Consejo Coordinador Empresarial
- TV UNAM
- Congreso Nacional de Comunicación Indígena
- Sindicato de Telefonistas de la República Mexicana
- Comisión Federal de Competencia

El 19 de abril, las comisiones unidas de Puntos Constitucionales, Comunicaciones y Transporte, Radio, Televisión y Cinematografía y de Estudios Legislativos, aprobaron el dictamen de reforma con 18 modificaciones. Ese mismo día inicia el análisis y discusión por el pleno del Senado y se aprueba en lo general con 118 votos a favor y 3 en contra y en lo particular.
Al ser aprobada con modificaciones, la iniciativa fue devuelta a la Cámara de Diputados para su análisis, discusión y votación en los términos del artículo 72 constitucional.

### Ratificación de Congresos Locales
Según lo dispuesto en el artículo 135 constitucional, al ser la reforma en telecomunicaciones una reforma constitucional, para que sea válida después de aprobada por dos terceras partes de las Cámaras de Congreso de la Unión, la mayoría de las legislaturas de los estados deben aprobar las reformas y adiciones del proyecto de decreto.
El primer estado en aprobar la reforma fue el Estado de México. Se suman a la aprobación del proyecto de decreto los estados de Querétaro, Coahuila de Zaragoza, Chihuahua, Chiapas, Puebla, Aguascalientes, Tamaulipas, Baja California Sur, Sonora, Jalisco, Morelos, Campeche, Colima, Tabasco Veracruz, Durango, San Luis Potosí, Yucatán, Zacatecas, Hidalgo y Nayarit.

### Promulgación
Una vez ratificada por la mayoría de los congresos estatales, el 22 de mayo de 2013, la Comisión Permanente del Congreso de la Unión declaró constitucional la reforma. Fue promulgada por el Presidente Enrique Peña Nieto el 10 de junio de 2013 teniendo como testigos a los integrantes del Consejo Rector del Pacto por México, su Secretario de Comunicaciones y Transportes, los coordinadores parlamentarios del Senado y de la Cámara de Diputados, así como gobernadores y demás miembros de su gabinete. Al día siguiente fue publicada en el Diario Oficial de la Federación.

### Leyes secundarias de la reforma
En marzo de 2014 el presidente de la República, Enrique Peña Nieto, presentó una propuesta a las leyes secundarias de la reforma, pendientes por analizar desde que esta fue aprobada en 2013. Dicha iniciativa, actualmente en revisión por parte del Senado de la República, principalmente en los apartados VII y VIII del Artículo 197, ordena a los concesionarios de servicios de telecomunicaciones a "bloquear, inhibir o anular de manera temporal los servicios de telecomunicaciones en eventos y lugares críticos para la seguridad pública y nacional a solicitud de las autoridades competentes". Se suman además otra serie de artículos propuestos, como el 189 donde señala una obligación establecida a los concesionarios de telecomunicaciones a “proporcionar la localización geográfica en tiempo real, de cualquier tipo de dispositivo de comunicación a solicitud de los titulares de las instancias de seguridad o de los servidores públicos en quienes se delegue esta facultad”. En los artículos 190 y 191 se agrega la obligación de permitir la intervención, por parte del gobierno, de las comunicaciones privadas, mientras que en el 192 obliga a los concesionarios a conservar un registro y control de los usuarios y las comunicaciones efectuadas durante dos años.
En abril de 2014 el presidente de la Comisión de Comunicaciones, Javier Lozano, presentó un predictamen en donde se mantiene la posibilidad de bloquear el acceso a algunos contenidos de Internet y mantuvo como real la posible intervención del estado en redes sociales. En el artículo 145 de dicho predictamen se afirma que las autoridades “podrán bloquear el acceso a determinados contenidos, aplicaciones o servicios a petición del usuario, o cuando medie orden judicial competente”.
Las leyes secundarias de la reforma constitucional en materia de telecomunicaciones, aprobada en julio de 2013, tenían que aprobarse antes del 9 de diciembre de dicho año, pero esto no sucedió debido a la carga de trabajo generada por la reforma energética que en ese momento era discutida en el Congreso.
Las leyes secundarias propuestas por Enrique Peña Nieto, se dividen en dos vertientes:
La primera es la regulación de los servicios en telecomunicaciones que beneficien a los usuarios, tales como la disminución de tarifas en telecomunicaciones, mejorar los mecanismos, como ampliar la banda ancha, interconexión, cambiar la señal analógica a la digital y otras opciones muy útiles, para los usuarios.
La segunda vertiente es la que ha causado inconformidad ya que no están bien especificadas y definidos los artículos, ni que autoridad regulara y cuáles serán los motivos que definan las restricciones en el uso de las telecomunicaciones.

## Reacción ante las leyes secundarias

### Protestas
Luego de hacerse pública la propuesta de Enrique Peña Nieto, ciudadanos y organizaciones iniciaron manifestaciones de distinta índole contra las leyes secundarias, particularmente en lo referente a la libertad en internet y a la libertad de expresión.
La propuesta de reforma ha recibido el rechazo de investigadores, organizaciones internacionales, ciudadanos y activistas digitales, particularmente en lo referente a la protección de una de las empresas monopólicas en el rubro de la radiodifusión, la libertad y neutralidad en internet, libertad de expresión y respeto a la privacidad de los usuarios en México, así como reacciones en las redes sociales y movilizaciones en las calles.
El 21 de abril fue dada a conocer en el sitio DefenderInternet.org por el colectivo ContingenteMX una carta de apoyo internacional contra la reforma que respaldaron, entre otros, Richard Stallman, Cory Doctorow, Glyn Moody, Jacob Appelbaum (del proyecto TOR), Jérémie Zimmermann (La Quadrature du Net), Lisa M. Brownlee, Nighat Dad (directora de Digital Rights Foundation), Richard Sennett y Stephan Blank (Netizen Rights).
29 de abril de 2014. En Saltillo, Coahuila un grupo de ciudadanos se manifestó en la plaza de armas de esta ciudad en protesta por la iniciativa de ley de telecomunicaciones y radiodifusión, consideran que incrementa el poder que tienen las principales cadenas de televisión, delimita a los medios públicos e indígenas y afecta la libertad de expresión al permitir la censura gubernamental en internet.
29 de abril de 2014 En Ciudad Juárez, Chihuahua, se manifestaron activistas y ciudadanos para protestar contra la reforma a la ley de Telecomunicaciones.
En las protestas participaron más de 500 personas de partidos políticos como el PRD, Morena, el PAN, así como organizaciones de la sociedad civil que exigen “terminar con el atentado a la libertad de expresión.”
En las protestas estuvieron presentes hombres, mujeres, jóvenes y gente que se siente afecta con estas reformas, y diversos partidos como Morena, Acción Nacional, y ciudadanos comunes.

### En Twitter
El 23 de abril el hashtag #EPNvsInternet llegó a ser tendencia mundial en dicha red social alcanzando cerca de 800 mil menciones. El vocero de Enrique Peña Nieto, Eduardo Sánchez Hernández, declaró que el presidente estaba al tanto de lo que se dijo en Twitter. El fundador de Megaupload, Kim Dotcom, se manifestó en contra de la reforma desde su cuenta en esa red social.

### Manifestaciones en las calles
El 10 de abril se realizó una marcha de las oficinas de Televisa en Chapultepec al Senado de la República en Paseo de la Reforma en la Ciudad de México. El 22 de abril se realizó otra movilización en la Ciudad de México por Paseo de la Reforma desde la Columna de la Independencia hasta la sede del Senado, la cual se prolongó hasta la sede de Televisa. Al final de la marcha hubo enfrentamientos entre policía y manifestantes. También se registraron movilizaciones en Guadalajara, Hermosillo y Querétaro.

### Aplazamiento
El 25 de abril de 2014 Notimex Javier Lozano informó que será después de la primera quincena de mayo, cuando convoque a las comisiones unidas para redactar el dictamen final.